# Локомотив (футбольный клуб, Каган)
«Локомотив» — бывший узбекистанский футбольный клуб из города Каган Бухарской области. Основан не позднее 1991 года.

## История
В 1992-1995 годах выступал в Первой лиге чемпионата Узбекистана, но особых успехов не добивался.

## Достижения
4-е место в Первой лиге Узбекистана (1993).